# Михаил Динев
Михаил Динев Петров е български икономист и университетски преподавател. Професор, ректор на Университета за национално и световно стопанство (1989 – 1990), първи председател на Сметната палата на Република България (избран от Великото народно събрание през 1990 г.), председател на Управителния съвет на Института на дипломираните експерт-счетоводители (2004 – 2011).

## Биография
Михаил Динев е роден на 15 декември 1935 г. в град Ямбол. Завършва специалност „Счетоводна отчетност“ в Университета за национално и световно стопанство (тогава ВИИ „Карл Маркс“) през 1962 г. От 1966 г. е асистент, от 1974 г. – доцент, а от 1986 г. – професор в УНСС. 

През 1966 г. му е присъдена докторска степен по икономика, а през 1985 г. става доктор на икономическите науки, като
защитава дисертация на тема „Актуални методологически проблеми на социалния контрол“.

### Научна кариера
Бил е ръководител на изследователска лаборатория „Методология и организация на контрола“ към НИС на УНСС (1984-1990 г.), ръководител на катедра „Общ и специализиран контрол“ при УНСС (1980-1993 г.), ръководител на катедра „Финансов контрол“ при УНСС (1995-2000 г.), декан на факултет „Финансово-счетоводен“ на УНСС (1999-2001 г.), три пъти ректор: на Университета за национално и световно стопанство (1989-1990 г.), на Славянския университет (1997-1998) и на Висшето училище по застраховане и финанси (до 2005 г.).
Преподава Одитинг, Основи на финансовия контрол, Управленски контрол, Банков контрол, Икономически анализ, Основи на счетоводството, Финансово счетоводство и други.

### Практическа кариера
Избран е за председател на специализиран научен съвет към ВАК и три мандата за член на икономическата комисия на ВАК. Бил е ръководител на отдел в Комитета за държавен и народен контрол, началник на управление „Държавен финансов контрол“ в Министерство на финансите, зам. министър и първи заместник министър на финансите (1986-1990 г.), зам.председател на ИНТОСАЙ (международна организация на Сметните палати) (1989 г.), първият председател на Сметната палата (1991 г.), председател на Института на дипломираните експерт-счетоводители (от 2004 г. до 2011 г.).
Той е автор на първия Закон за Сметната палата на съвременна България.

### Признание
Проф. Михаил Динев е удостоен с орден „Стара планина“ втора степен за изключително големите му заслуги към Република България в областта на финансово-контролната система и по повод 75 години от рождението му.
Неговата биография е публикувана в „Кой кой е“ на американския биографичен институт. Повечето от неговите публикации са в библиографската справка на Конгресната библиотека на Вашингтон.

## Основни трудове
Проф. Динев е автор на 7 монографични изследвания, 6 учебника, сред които „Контрол в социалното управление“ и „Основи на счетоводството“, над 300 статии и 20 студии.
Основните му публикации по финансов контрол са следните:
- „Стопански и финансов контрол“, С., 1972 г. (в съавторство);
- „Методи и модели за контрол и регулиране на икономическите системи“, С., 1973 г.;
- „Контрол и регулиране на вътрешната търговия“, С., 1973 г.;
- „Финансов контрол“, С., 1976 г. (в съавторство);
- „Нарастваща ефективност“, С., 1977 г.;
- „Мултипликационният подход“, С., 1979 г. (в съавторство);
- „Актуални проблеми на социалния контрол“, С., 1984 г.;
- „Теория и практика на държавния и народния контрол“, С., 1984 г. (в съавторство);
- „Теория и практика на държавния и народния контрол“, С., 1984 г. (в съавторство); „Социалният контрол и трудовият колектив“, С., 1985 г.;
- „Контрол и регулиране на икономическите системи“, С., 1986 г.;
- „Усъвършенстване на контрола в народното стопанство“, С., 1989 г. (в съавторство);
- „Одиторски контрол“, С., 1992 г. (в съавторство);
- „За същността и предмета на социалния контрол“, С., 1999 г.;
- „Контрол в социалното управление“, С., 1999 г.